# Adam Chodyński

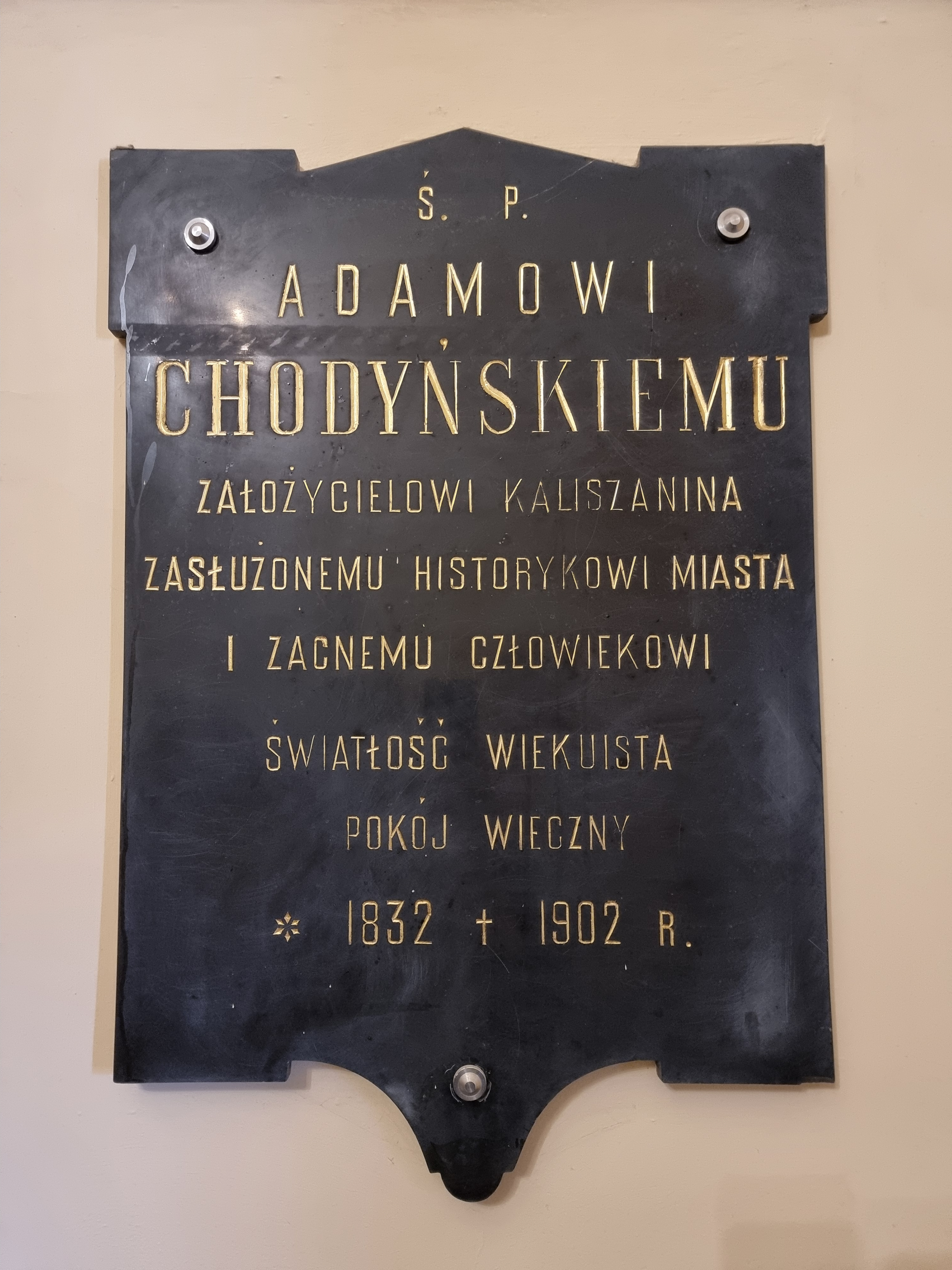
Epitafium w katedrze św. Mikołaja Biskupa w Kaliszu

Adam Antoni Chodyński herbu Rawicz, pseudonim „Adam Porój” (ur. 16 grudnia 1832 w Kaliszu, zm. 24 maja 1902 tamże) – polski prawnik, poeta, historyk literatury, regionalista, historyk Kalisza i Kaliskiego, dziennikarz, współzałożyciel i pierwszy redaktor naczelny „Kaliszanina”.

## Życiorys
Był synem Feliksa i Honoraty z Wiesiołowskich; jego braćmi byli Stanisław i Zenon. W 1852 ukończył Wyższą Szkołę Realną w Kaliszu. W tymże 1852 roku podjął pracę w charakterze urzędnika Trybunału Cywilnego w Kaliszu, rozpoczynając aplikację prawniczą. Od 1856 był obrońcą w Warcie, a od 1865 w Kaliszu. Po reorganizacji sądów w 1876 r. utracił prawa wykonywania zawodu adwokata i został notariuszem w Słupcy i później zaś w Uniejowie. W 1877 powrócił do Kalisza i zajął się wyłącznie funkcją obrońcy w konsystorzu kaliskim (którą pełnił już od 1867 r.). 
Został pochowany na Cmentarzu Miejskim w Kaliszu. W 1902 w kościele św. Mikołaja Biskupa w Kaliszu wmurowano epitafium ku jego czci, od 1930 jedna z ulic w Śródmieściu Kalisza nosi jego imię. Adam Chodyński patronuje również kaliskim przewodnikom PTTK i szkole w Cekowie Kolonii.

## Publikacje
- Zarys dziejów literatury polskiej od czasów najdawniejszych do ostatnich, Kalisz 1860
- Poezje, Drezno 1872
- Stefan Damalewicz historyk, przełoźony kanoników laterańskich w Kaliszu, Kalisz 1872
- Kościół Św. Mikołaja w Kaliszu, Kalisz 1874
- Park Kaliski i Aleja Józefiny, [w:] Noworocznik kaliski na rok 1875, Kalisz 1874
- Dawne ustawy miasta Kalisza, Kalisz 1875
- Kieszonkowa kroniczka historyczna miasta Kalisza, Kalisz 1885
- Hieronim Bonaparte król Westfalski w Kaliszu..., Kalisz 1901

## Literatura dodatkowa
- Stefan Dybowski: Chodyński Adam. W: Polski Słownik Biograficzny. T. 3: Brożek Jan – Chwalczewski Franciszek. Kraków: Polska Akademia Umiejętności – Skład Główny w Księgarniach Gebethnera i Wolffa, 1937, s. 376–377. Reprint: Zakład Narodowy im. Ossolińskich, Kraków 1989, ISBN 83-04-03291-0
- Krzysztof Walczak: Adam Chodyński (1832-1902). Historyk Kalisza. Kalisz : Kaliskie Towarzystwo Przyjaciół Nauk, 2010. – (Kaliszanie ; 2). - ISBN 978-83-85638-98-8